# Johannes Geelkerken
Johannes Gerardus Geelkerken, född 13 juni 1879 och död 3 februari 1960, var en holländsk teolog.
Geelkerken blev teologie doktor 1909, och var kyrkoherde i en reformert församling i Amsterdam. Han avsattes 1926 på grund av att uttalat tvivel om att ormen i paradiset verkligen kunnat tala, men återsattes i sitt ämbete samma år. Geelkerken var även redaktör för den reformerta veckotidningen Woord en geest.